# Verlagshaus Norddeutsche Volksstimme

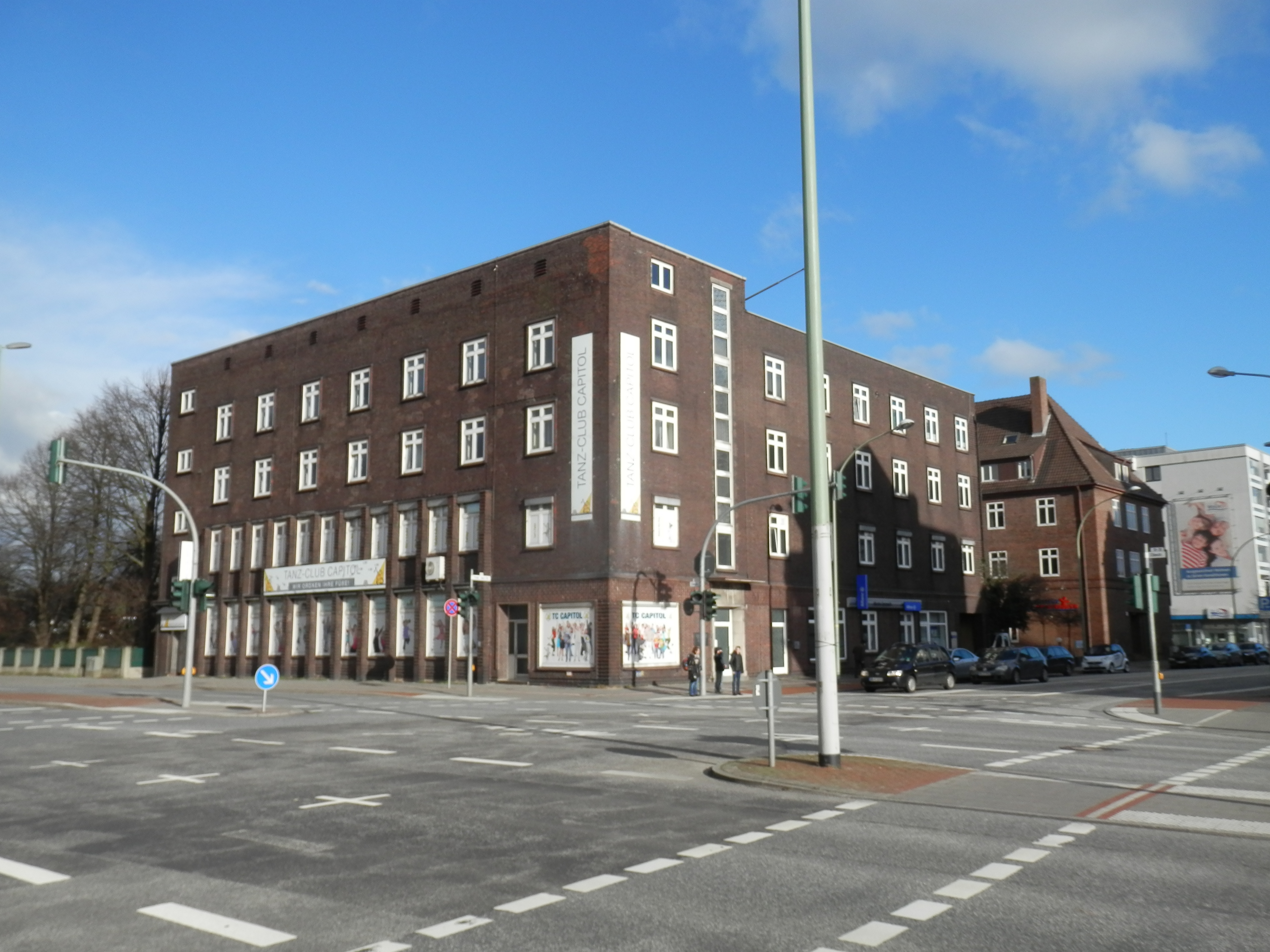
Ehem. Verlagshaus Norddeutsche Volksstimme

Das Verlagshaus Norddeutsche Volksstimme in Bremerhaven-Geestemünde, Friedrich-Ebert-Straße 1 und Elbestraße 52, entstand 1930 nach Plänen von Gustav Claas.
Das Haus steht seit 2014 unter Bremer Denkmalschutz.

## Geschichte
Das viergeschossige (plus Mezzaningeschoss), ehemalige Verlags- und Wohngebäude in einer guten Lage am damaligen Hohenzollernring wurde im Stil des Neuen Bauens (auch Neue Sachlichkeit) in sehr moderner Architektur als Druckerei- und Redaktionsgebäude der sozialdemokratischen Zeitung Norddeutsche Volksstimme gebaut. Das Gebäude war ein Kontrast zum konservativ gestalteten nachbarlichen Reichsbank-Gebäude. 20.000 Reichsmark kostete das Grundstück und 450.000 RM der Neubau.
1933 nahmen die Nationalsozialisten zwangsweise das Haus in Besitz. Ab November 1938 erwarb das Deutsche Reich das Gebäude und es war ab 1939 nach Umbauten der Dienstsitz der Geheimen Staatspolizei (Gestapo).
Nach 1945 war hier die amerikanische Militärregierung untergebracht. In den 1950er Jahren erhielt die SPD das Haus zurück, die hier mit den Gewerkschaften ihren Sitz hatten.
Die Norddeutsche Volksstimme erschien erstmals Anfang 1890, kurz nach der Aufhebung der Sozialistengesetze. Die Gründung der Zeitung durch die SPD bereitete deren Reichstagsabgeordneter Julius Bruhns vor, der auch Verleger und Redakteur des SPD-Parteiblattes Bremer Bürger-Zeitung war. Im Februar 1933 wurden die Verlagsräume polizeilich durchsucht und die Zeitung verboten. Bald darauf wurden die Redakteure Fritz Thiens und Gerhard van Heukelum sowie der Geschäftsführer Hans Deifel verhaftet. 1948 erschien die Zeitung wieder und nannte sich bald darauf Bremerhavener Volksstimme, dann Bremerhavener Bürgerzeitung, die mindestens bis 1976 herausgegeben wurde.
Heute ist hier ein Wohn- und Bürohaus.